# Station Bystrzyca Kłodzka
Station Bystrzyca Kłodzka is een spoorwegstation in de Poolse plaats Bystrzyca Kłodzka.